# Gasmulos
Los gasmulos (en griego: γασμοῦλοι) o vasmulos (en griego: βασμοῦλοι) eran descendientes de uniones mixtas de griegos bizantinos y latinos (de Europa occidental, con mayor frecuencia italianos) durante los últimos siglos del Imperio bizantino. Cuando los gasmulos fueron enrolados como infantería de marina en la armada bizantina por el emperador Miguel VIII Paleólogo, el término finalmente perdió sus connotaciones étnicas y pasó a aplicarse de forma general a quienes debían servicio militar desde principios del siglo XIV.

## Historia

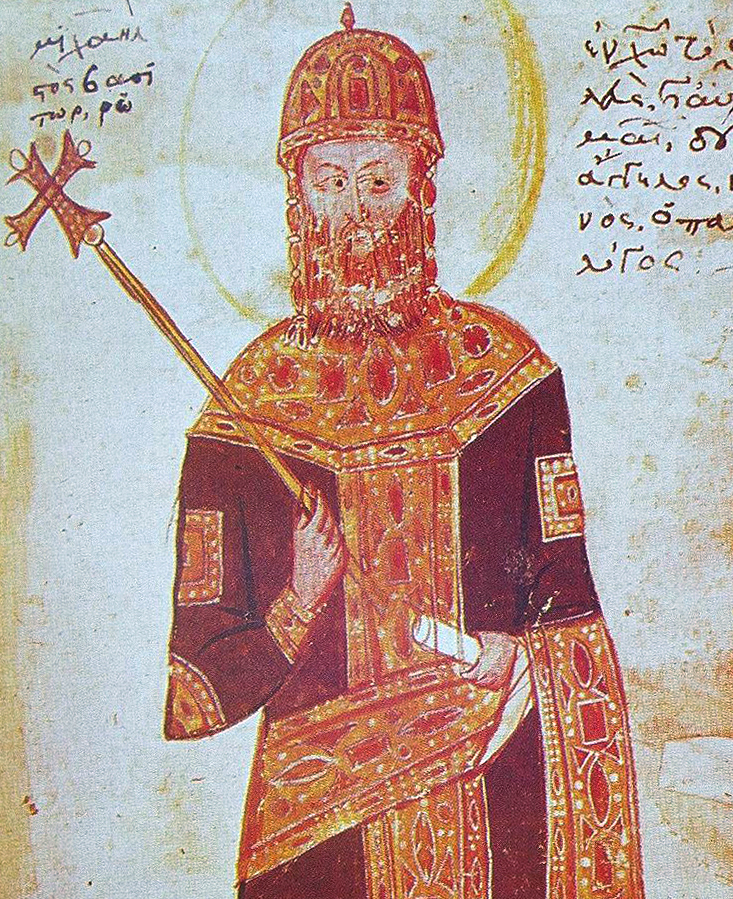
El emperador bizantino Miguel VIII Paleólogo, que alistó a los gasmulos como infantes de marina en su flota.

Tras la cuarta cruzada, las uniones mixtas entre griegos y latinos se produjeron de forma muy limitada cuando el Imperio latino y los demás principados occidentales se establecieron en suelo bizantino. El término gasmulos es de etimología desconocida y apareció por primera vez en la segunda mitad del siglo XIII. Sin embargo, no es improbable que guarde alguna relación con el vocablo latino mulus, «mula». Aunque generalmente se usaba para referirse a los hijos de estas uniones mixtas, designaba más específicamente a los hijos de una mujer bizantina y un padre latino (a menudo veneciano). Los gasmulos fueron marginados socialmente y desconfiados tanto por los bizantinos como por los latinos, quienes desconfiaban de su ambigua identidad. En palabras de un tratado francés de ca. 1330: «Se presentan como griegos a los griegos y latinos a los latinos, siendo todo para todos...». En un tratado firmado en 1277 entre Miguel VIII y los venecianos, los gasmulos de ascendencia veneciana eran considerados ciudadanos venecianos, pero en décadas posteriores, muchos volvieron a la lealtad bizantina. Como algunos de sus descendientes a su vez deseaban reclamar su ciudadanía veneciana, la cuestión de los gasmulos plagaría las relaciones bizantino-venecianas hasta la década de 1320.
Tras la recuperación de Constantinopla por las fuerzas de Miguel VIII en 1261, los gasmulos fueron contratados por el emperador como mercenarios. Junto con hombres de Laconia, sirvieron como infantería de marina ligeramente armada en el esfuerzo de Miguel por restablecer una armada nacional fuerte. El cuerpo de gasmulos desempeñó un papel destacado en las campañas bizantinas para recuperar las islas del mar Egeo en las décadas de 1260 y 1270, pero tras la muerte de Miguel VIII, su sucesor, Andrónico II Paleólogo, disolvió prácticamente la armada en 1285. Privados de remuneración por el emperador y sin trabajo, algunos gasmulos permanecieron al servicio imperial, pero muchos otros buscaron empleo en las flotas latina y turca, como guardaespaldas a sueldo de magnates, o se dedicaron a la piratería.
A principios del siglo XIV, el concepto de gasmoulikē douleia («servicio como gasmulos») había perdido sus connotaciones étnicas específicas y gradualmente pasó a referirse a cualquier servicio como soldado ligeramente armado, tanto en el mar como en tierra. En esta capacidad, los gasmulos sirvieron a los bizantinos y otomanos en el siglo XIV, y a los principados latinos del Egeo (donde la servitio et tenimento vasmulia era hereditaria) en los siglos XV y XVI. La armada bizantina, tal como fue durante el último siglo del imperio, continuó utilizando sus servicios. Los gasmulos desempeñaron un papel en la guerra civil bizantina de 1341-1347, apoyando ferozmente a su comandante, el megaduque Alejo Apocauco, contra Juan VI Cantacuceno. Tras la victoria de este último, muchos de los gasmulos de Constantinopla debieron ser despedidos. Los de Galípoli finalmente se unieron a los turcos otomanos, proporcionando las tripulaciones para las primeras flotas otomanas.